# Eremomusca
Eremomusca Mathis, 1985 è un genere di insetti della famiglia Ephydridae (Diptera: Schizophora), comprendente due sole specie esclusive del Paleartico.

## Descrizione
Gli adulti sono moscerini di dimensioni medio-piccole, con tegumento diffusamente microtomentoso e livrea di aspetto pruinoso, grigia, con macchie brune.
Il capo ha fronte relativamente larga, faccia stretta e prominente. Le antenne sono inserite nella parte superiore del capo, entro il terzo dorsale e portano un'arista pettinata, provvista di 6-8 raggi dorsali. La chetotassi del capo è così caratterizzata:
- setole fronto-orbitali: assenti le setole interfrontali, presenti due periorbitali, l'anteriore ben sviluppata e reclinata, la posteriore più breve e proclinata;
- setole ocellari ben sviluppate e proclinate;
- setole verticali ben sviluppate, le interne più lunghe delle esterne;
- setole pseudopostocellari deboli, divergenti, lateroclinate e leggermente reclinate;
- setole facciali due paia ben sviluppate e inclinate medialmente, con quelle del paio superiore reciprocamente incrociate.

Il torace è grigio o bruno, microtomentoso. Lo scutello ha una forma subtrapezoidale, leggermente più largo che lungo. Le setole acrosticali sono brevi e deboli, allineate in 2-4 file, con quelle mediane più lunghe delle altre. Presenti e ben sviluppate le prescutellari, le dorsocentrali posteriori e la postalare, assente la sopralare. Scutello provvisto di due paia di scutellari ai margini, quelle anteriori più brevi delle distali. Presenti, infine, due setole nel notopleuron, due presso il margine posteriore dell'anepisterno e una sul katepisterno.

Schema della nervatura alaree.
Fratture costali: hb: frattura omerale; sb: frattura subcostale.
Nervature longitudinali: C: costa; Sc: subcosta; R: radio; M: media; Cu: cubito; A: anale.
Nervature trasversali: h: omerale; r-m: radio-mediale; dm-cu: medio-cubitale discale.
Cellule: br: 1ª basale; bm+dm: 2ª basale fusa con la discale.

Le ali presentano alcune caratteristiche di particolare rilevanza ai fini della determinazione. Nella specie tipo sono pigmentate da due ampie bande trasversali brune, una intermedia l'altra apicale. Costa estesa fino alla media, ramo R2+3 della radio biforcato nel tratto terminale, con un ramo terminante sulla costa e un breve moncone cieco diretto posteriormente. Base della radio coperta da alcune setoline dorsali. Vena trasversa medio-cubitale discale (dm-cu) diritta.
L'addome è tomentoso, di colore nerastro, dello stesso colore del torace.

## Sistematica
Eremomusca fu istituito da Mathis (1985) come genere monotipico in base alle caratteristiche che lo differenziavano marcatamente da altri generi presumibilmente affini. Apparentemente correlato ai generi Actocetor e Trypetomima fu inizialmente collocato nella stessa posizione di questi generi, all'interno della tribù Psilopini. In seguito, questi generi hanno trovato una nuova collocazione nei Discomyzini.
Per oltre un ventennio il genere è rimasto monotipico e solo alla fine degli anni duemila è stata aggiunta una nuova specie. La sistematica contempla perciò la seguente suddivisione:
- Eremomusca nussbaumi Mathis, 1985
- Eremomusca wakii Mathis & Ohishi, 2008

## Distribuzione e habitat
Eremomusca ha distribuzione paleartica ma con una marcata disgiunzione fra le due specie. La presenza di Eremomusca nussbaumi, infatti, è segnalata solo in Israele, anche se si ritiene che la specie abbia un areale più ampio nel Medio Oriente. La seconda specie è stata invece ritrovata in Giappone (prefettura di Kanagawa).
In merito all'habitat, gli esemplari di E. nussbaumi sono stati raccolti fra la vegetazione riparia di ruscelli con acque pulite o moderatamente torbide.